# Andromaca (Euripide)
Andromaca (Ἀνδρομάχη) è una tragedia di Euripide. Il personaggio principale è Andromaca, della quale viene narrata l'esistenza da prigioniera negli anni successivi alla guerra di Troia.

## Trama
Dopo l'uccisione del marito Ettore e del figlio Astianatte, Andromaca viene fatta prigioniera da Neottolemo, re dell'Epiro e figlio di Achille. Dopo aver avuto un figlio (chiamato Molosso) con il re, Andromaca incorre nella gelosia di Ermione, sposa di Neottolemo. Costretta a fuggire con il figlio, si rifugia nel tempio di Teti.
Una schiava informa Andromaca del pericolo che corre, dato che Menelao, padre di Ermione, è partito alla sua ricerca con l'intenzione di ucciderla. Andromaca invia una schiava con un messaggio di aiuto per l'anziano re Peleo, nonno di Neottolemo e fa nascondere suo figlio presso degli amici. In questo momento arriva Ermione e accusa Andromaca di essere la causa della sua sterilità e, di conseguenza, dell'odio che suo marito le porta. Andromaca replica che la ragione di questo odio non dipende che dall'orgoglio di Ermione e dalle sue gelosie. Ermione, col fine di ucciderla, istiga Andromaca ad uscire dal recinto sacro. Menelao appare con il figlio di Andromaca e questa, per salvare la vita di Molosso, finalmente esce allo scoperto e viene catturata.
Arriva l'anziano Peleo, che prende le difese di Andromaca e di suo figlio. Ne scaturisce una discussione con Menelao, al quale rimprovera di essersi lasciato rubare una poco di buono come Elena e di aver scatenato per lei una guerra, di cui molte famiglie greche ancora portano il lutto. Menelao risponde che Andromaca è, a conti fatti, moglie di Ettore. Ma Peleo libera le mani di Andromaca dai legacci che le stringono e Menelao, lungi dall'impedirglielo, annuncia la sua partenza per Sparta, promettendo però di ritornare quando Neottolemo sarà in casa per potergli chiedere di castigare Andromaca.
Ermione, tra la partenza del padre e il timore di essere ripudiata una volta che Neottolemo saprà del suo tentativo di eliminare Andromaca, cerca di togliersi la vita. A questo punto arriva Oreste, figlio di Agamennone e Clitennestra, che si dirige all'oracolo di Dodona. Di passo per Ftia, Oreste cerca notizie di Ermione, che gli era stata promessa da Menelao, prima che cambiasse opinione e la desse a Neottolemo. Ermione cerca e trova la sua protezione, mentre Oreste pianifica di far uccidere suo marito.
La notizia della morte di Neottolemo arriva con un messaggero che ne informa Peleo. Oreste aveva fatto circolare la voce tra la popolazione di Delfi che il figlio di Achille aveva l'intenzione di distruggere il tempio di Apollo. Quando Neottolemo arriva a Delfi per offrire sacrifici al dio, vi è trucidato dalla popolazione inferocita. Finalmente appare Teti che ordina a Peleo di farsi forza e di dedicarsi alla propria discendenza che riunisce il sangue di tre dinastie (quella di Zeus, di Ilio e di Peleo stesso). Il re andrà a Delfi per inumare suo nipote Neottolemo, Andromaca si sposerà con Eleno (un figlio di Priamo che era scampato al massacro di Troia) e andrà a vivere col figlio in Molossia. A Peleo viene annunciato che, quando finirà i suoi giorni, raggiungerà Teti in fondo al mare per essere assunto a divinità.

## Datazione
Esistono varie teorie riguardo alla datazione dell'opera: tradizionalmente la si colloca durante la guerra del Peloponneso nel periodo tra il 431 e il 424 a.C. adducendo come causa il tono antispartano che permea l'opera. Secondo altre ipotesi l'opera risalirebbe 428 a.C., anno dell'alleanza con i Molossi, oppure alla mancata restituzione di Anfipoli a seguito della pace di Nicia, attorno al 421-420 a.C. Altre date considerate possibili sono il 418 a.C. o il 411 a.C.
Luciano Canfora ipotizza che l'opera sia stata scritta dopo la presa di Melo così come Le troiane. L'astio presente nell'opera nei confronti degli spartani non sarebbe infatti adducibile alla sola mancata restituzione della città tracica (furono infatti i suoi abitanti e non gli spartani a rifiutare di tornare nella lega) ma si riferirebbe al mancato aiuto di Sparta a Melo nel 416 a.C. Andromaca infatti sarebbe un riferimento alle donne di Melo che ricevettero la stessa sorte delle donne troiane del mito ed in particolare allo scandalo di Alcibiade, il quale prese una di queste schiave e la costrinse ad essere sua concubina così come Neottolemo fece con la principessa troiana. Ciò spiegherebbe l'astio verso gli spartani espresso da Andromaca e in particolare il verso 449 dell'opera che definisce gli Spartani "troppo fortunati in Grecia" e pertanto evidenzia una voluta analogia tra i fatti presenti e l'opera.